# My Home My Destiny
My Home My Destiny (Doğduğun Ev Kaderindir) è un serial televisivo drammatico turco, trasmesso su TV8 dal 25 dicembre 2019 al 12 maggio 2021. È un libero adattatamento del libro Camdaki Kız della scrittrice Gülseren Budaçioğlu.
In Italia la serie è andata in onda su Canale 5 dal 10 luglio 2023 al 21 marzo 2025 in day-time e pubblicata sul servizio di streaming Mediaset Infinity dal 4 settembre 2023 al 1º febbraio 2024.

## Trama
Zeynep Göksu è una ragazza nata da una famiglia povera e con poche opportunità nella vita. Suo padre è un alcolizzato violento, sua madre debole e suo fratello maggiore muore per mancanza di cure mediche. Ma la sua fortuna cambia improvvisamente quando la famiglia per cui lavora sua madre come domestica si offre di adottarla. I suoi genitori sono d'accordo nella speranza di dare alla figlia una vita migliore. L'innocente Zeynep diventa una giovane donna intelligente, istruita e bella, fidanzata per essere sposata con un uomo da sogno dell'alta società. Tuttavia, la sua vita prende una svolta inaspettata quando la sua madre biologica riappare, cercando di riprendere il controllo della vita di sua figlia e riportarla alla casa in cui è nata.

## Puntate
In Turchia la serie è andata in onda su TV8 dal 25 dicembre 2019 al 12 maggio 2021: la prima stagione è stata trasmessa dal 25 dicembre 2019 al 1º luglio 2020, mentre la seconda ed ultima stagione è stata trasmessa dal 30 settembre 2020 al 12 maggio 2021.
In Italia la serie è andata in onda su Canale 5 dal 10 luglio 2023 al 21 marzo 2025 in day-time e pubblicata sul servizio di streaming Mediaset Infinity dal 4 settembre 2023 al 1º febbraio 2024: la prima stagione è stata trasmessa dal 10 luglio al 2 settembre 2023, mentre la seconda ed ultima stagione è stata pubblicata dal 4 settembre 2023 al 1º febbraio 2024 e trasmessa dal 17 giugno 2024 al 21 marzo 2025.
| Stagione         | Puntate | Puntate | Prima TV  | Prima TV  | Pubblicazione |
| Stagione         | Turchia | Italia  | Turchia   | Italia    | Italia        |
| ---------------- | ------- | ------- | --------- | --------- | ------------- |
| Prima stagione   | 12      | 39      | 2019-2020 | 2023      | 2023          |
| Seconda stagione | 31      | 99      | 2020-2021 | 2024-2025 | 2023-2024     |

## Personaggi e interpreti

### Personaggi principali
- Zeynep Göksu (episodi 1-43), interpretata da Demet Özdemir, doppiata da Joy Saltarelli.
- Mehdi Karaca † (episodi 1-37), interpretato da İbrahim Çelikkol, doppiato da Marco Vivio.
- Barış Tunahan (episodi 15-43), interpretato da Engin Öztürk, doppiato da Enrico Chirico.
- Sakine Göksu (episodi 1-43), interpretata da Zuhal Gencer, doppiata da Beatrice Margiotti.
- Nermin (episodi 1-43), interpretata da Senan Kara, doppiata da Tatiana Dessi.
- Cemile Karaca (episodi 1-43), interpretata da Elif Sönmez, doppiata da Lidia Perrone.
- Sultan (episodi 1-43), interpretata da Hülya Duyar, doppiata da Alessandra Cassioli.
- Nuh (episodi 1-43), interpretato da Fatih Koyunoğlu, doppiato da Emiliano Reggente.
- Emine (episodi 1-43), interpretata da Naz Göktan, doppiata da Martina Felli.
- Benal (episodi 1-39, 43), interpretata da İncinur Sevimli, doppiata da Valentina Stredini.
- Kibrit / Dilara (episodi 1-34), interpretata da Helin Kandemir, doppiata da Beatrice Maruffa.
- Savaş Tunahan (episodi 24-43), interpretato da Kaan Altay Köprülü, doppiato da Alessandro Campaiola.
- Ali Rıza Dayı (episodi 27-43), interpretato da Hakan Salınmış, doppiato da Ambrogio Colombo.
- Zeliha Karaca (episodi 1-12), interpretata da Nurşim Demir, doppiata da Maria Adele Cinquegrani.
- Müjgan Karaca † (episodi 1-23), interpretata da Zeynep Kumral, doppiata da Monica Ward.
- Faruk (episodi 1-18), interpretato da Engin Hepileri, doppiato da Massimo Triggiani.
- Bayram Göksu (episodi 1-27), interpretato da Kazım Sinan Demirer, doppiato da Roberto Fidecaro.
- Nesrin / Gülbin Göksu (episodi 38-43), interpretata da Gülcan Arslan, doppiata da Federica De Bortoli.

### Personaggi secondari
- Ekrem (episodi 1-12), interpretato da Nail Kırmızıgül, doppiato da Stefano Bianchini.
- Yasemin (episodi 1-12), interpretata da Kayra Zabcı, doppiata da Sara Torresan.
- Zeynep Göksu da piccola (episodi 1, 3, 6-7, 10, 16-17), interpretata da Beren Nur Karadis, doppiata da Lavinia Alberti.
- Remzi Göksu † (episodi 1-12), interpretato da Alp Akar, doppiato da Francesco Raffaeli.
- Celal (episodi 1-4, 7, 10), interpretato da Mehmet Korhan Fırat, doppiato da Marco Giansante.
- Tolga (episodi 1-3), interpretato da Ali Oğuz Şenol, doppiato da Andrea Oldani.
- Duriye (episodi 1-3), interpretata da Sultan Köroglu Kiliç, doppiata da Valentina De Marchi.
- Uomo di Celal (episodi 1-2, 7), interpretato da Cengiz Aydoğan.
- Yaldiz Ali (episodi 1-22), interpretato da Emir Talha.
- Meltem (episodi 5-10, 38, 40-42), interpretata da Hilal Uysun, doppiata da Lilli Manzini.
- Avvocato Hüseyin (episodi 5-6, 8, 18-19, 25-28), interpretato da Cihangir Kose.
- Assistente (episodio 7), interpretata da Bahar Gökçeri.
- Selin (episodi 12-15), interpretata da Basak Aygün, doppiata da Veronica Puccio.
- Dottoressa Manolya Yadigaroglu (episodio 13), interpretata da Binnur Kaya, doppiata da Giò Giò Rapattoni.
- Segretaria Tuna (episodio 13), interpretata da Gülçin Kültür Şahin.
- Beril (episodi 15-17, 19-24, 26-28, 30, 33, 38-39, 43), interpretata da Gulru Sinem Akkaya, doppiata da Irene Trotta.
- Ceren (episodi 13-17, 19-28, 31, 36-37, 43), interpretata da Aysegul Turkoglu, doppiata da Gianna Gesualdo.
- Burhan † (episodi 16-22), interpretato da Teoman Kumbaracıbaşı, doppiato da Andrea Checchi.
- Murat (episodi 16-28), interpretato da Macit Taştan, doppiato da Paolo Macedonio.
- Seyhan (episodi 16, 19, 24, 26-28, 30), interpretata da Kübra Balcan.
- Nazli (episodi 18-22, 24), interpretata da Ayşe Akın, doppiata da Guendalina Ward.
- Cathy (episodi 24-25, 27), interpretata da Selin Selvi, doppiata da Rossella Celindano.
- Aleksandra (episodi 28-38, 40-43), interpretata da Coraline Chapatte, doppiata da Cristina Poccardi.
- Cengiz (episodi 28, 30-33, 36-37), interpretato da Rıza Akın, doppiato da Gianni Giuliano.
- Özlem Tunahan Poyraz (episodi 29-35), interpretata da Ebru Cündübeyoğlu, doppiata da Anna Cugini.
- Meto / Metin (episodi 32-37), interpretato da İnanç Konukçu, doppiato da Francesco Sechi.
- Sadi (episodio 37), interpretato da Erkan Petekkaya, doppiato da Alessio Cigliano.
- Tarik / Tekin (episodi 39-43), interpretato da Fırat Doğruloğlu, doppiato da Gianfranco Miranda.
- Aslı (episodi 40-41, 43), interpretata da Latife Burcu Arslan, doppiata da Laura Croccolino.
- Nesrin / Gülbin Göksu da piccola (episodio 42), interpretata da Eftelya Bilen.

## Produzione
La serie è diretta da Çağrı Bayrak, scritta da Eylem Canpolat, Ayşenur Sıkı, Defne Gürsoy, Doruk Erengül, Seray Şahiner, Selcan Özgür, Berrin Tekdemir e Firuze Engin e prodotta da OGM Pictures.

### Riprese
La serie è stata girata a Istanbul, in particolare nelle località di Pierre Loti, nel distretto di Beykoz, sulla spiaggia del Bosforo, nel quartiere di Balat, nel quartiere di Eyüp e sulla costa di Scutari, accanto alla Torre della Fanciulla.

## Riconoscimenti
- International Izmir Film Festival
  - 2020: Candidatura come Miglior attrice televisiva a Demet Özdemir
  - 2020: Candidatura come Miglior attore a İbrahim Çelikkol
  - 2020: Candidatura come Miglior attore non protagonista ad Engin Hepileri
  - 2020: Candidatura come Miglior attrice non protagonista a Zuhal Gencer
  - 2020: Candidatura come Miglior serie televisiva per My Home My Destiny (Doğduğun Ev Kaderindir)
  - 2020: Premio come Miglior regista a Cagri Bayrak
  - 2020: Premio come Miglior sceneggiatura a Eylem Canpolat, Aysenur Siki, Defne Gursoy, Doruk Erengül e Seray Sahiner

- PRODU Awards
  - 2020: Candidatura come Miglior attrice in una serie straniera a Demet Özdemir

- Turkey Youth Awards
  - 2020: Candidatura come Miglior attrice televisiva a Demet Özdemir
  - 2022: Candidatura come Miglior attrice televisiva a Demet Özdemir